# Adolf Kessel
Adolf Kessel (ur. 8 marca 1824 we Wrocławiu, zm. 2 lipca 1902 w Jeleniej Górze) – pruski urzędnik, współzałożyciel i generalny dyrektor Towarzystwa Akcyjnego Budowy Lokomotyw.

## Życiorys
Urodził się w 1824 roku we Wrocławiu jako syn urzędnika sądowego. Dzieciństwo spędził w Lądku-Zdroju, gdzie uczęszczał do miejscowej szkoły podstawowej. Zetknął się tam z nędzą dzieci pochodzących z rodzin tkaczy. Po ukończeniu edukacji przez pewien czas pracował w służbie sądowej, zaś potem przyjął posadę u hrabiego Henckla von Donnersmarck w Wieszczynie koło Prudnika. Towarzyszył mu na wojnie 1870–1871. Następnie został współzałożycielem i generalnym dyrektorem Towarzystwa Akcyjnego Budowy Lokomotyw. Pod koniec życia mieszkał w Lądku-Zdroju, a potem w Jeleniej Górze, gdzie zmarł w 1902 roku. W 1905 r. pochowano jego zwłoki w specjalnie zbudowanej kaplicy grobowej stojącej na ewangelickim cmentarzu w Lądku-Zdroju.